# Hyvinge konstmuseum
Hyvinge konstmuseum (Hyvinkään taidemuseo) är ett finländskt konstmuseum i Hyvinge.
Museet uppfördes efter ritningar av Ilmo och Raimo Valjakka och invigdes 1982. presenterar huvudsakligen finländsk konst, inklusive konst av konstnärer från Hyvinge som Tyko Sallinen och Helene Schjerfbeck. Det har permanenta utställningar med verk av Yrjö Saarinen och Kaapo Wirtanen. 